# Білоярка 1-а
Білоя́рка 1-а (рос. Белоярка 1-я) — село у складі Далматовського району Курганської області, Росія. Адміністративний центр Білоярської сільської ради.
Населення — 309 осіб (2010, 349 у 2002).
Національний склад станом на 2002 рік: росіяни — 83 %.